# اس‌ام یوبی-۱۱۰
اس‌ام یوبی-۱۱۰ (به انگلیسی: SM UB-110) یک زیردریایی است که طول آن ۵۵٫۳ متر (۱۸۱ فوت) می‌باشد. این زیردریایی در سال ۱۹۱۷ ساخته شد.